# Syndrome hypoglycémique auto-immun
Pour les articles homonymes, voir Hirata.
Le syndrome hypoglycémique auto-immun, également connu sous le nom de maladie d'Hirata, est un type rare d'hypoglycémie d'origine auto-immune,. Il a été décrit pour la première fois par Hirata au Japon en 1970.

## Épidémiologie
C'est la troisième cause, au Japon, d'hypoglycémie due à un hyperinsulinisme non iatrogène  mais reste exceptionnelle ailleurs. L'incidence est probablement sous évaluée, la maladie pouvant être confondue avec un insulinome.

## Signes et symptômes
Les patients concernés sont généralement des adultes, connaissant de multiples épisodes d'hypoglycémie spontanée avec des symptômes neuroglucopéniques.

## Causes
La cause du syndrome hypoglycémique auto-immun n'est pas clairement comprise. Il peut s'associer à une gammapathie monoclonale ou à d'autres maladies auto-immunes. Il est parfois retrouvé une prise médicamenteuse récente. Dans ce cas, l'hypothèse est une interaction entre la liaison disulfure dans la molécule d'insuline et des médicaments contenant un groupe thiol tels que le méthimazole, le carbimazole, le captopril, l'isoniazide, l'hydralazine, l'imipénem ou encore l'acide lipoïque ,,. L'auto-immunisation médicamenteuse est mise en évidence par l'apparition d'auto-anticorps anti-insuline quelques semaines après la prise d'un médicament contenant le groupe thiol.
Il existe une participation génétique, avec une fréquence plus élevée chez les porteurs du HLA DR4.

## Physiopathologie
Après un repas, la concentration de glucose dans le sang augmente, ce qui stimule la sécrétion d'insuline. Les auto-anticorps se lient à ces molécules d'insuline, les rendant incapables d'exercer leurs effets. L'hyperglycémie qui en résulte favorise une libération supplémentaire d'insuline. Au fur et à mesure que la concentration de glucose diminue, la sécrétion d'insuline diminue également et le niveau d'insuline total diminue. Lorsque les molécules d'insuline se dissocient spontanément des auto-anticorps, l'augmentation inappropriée du taux d'insuline libre pour la concentration en glucose provoque une hypoglycémie,,.
Un autre syndrome proche est lié à des anticorps antirécepteurs de l'insuline.

## Diagnostic
Les signes cliniques habituels sont de multiples épisodes d'hypoglycémie spontanée et l'apparition d'auto anticorps anti-insuline, en l'absence d'antécédent d'administration  d'insuline exogène. Le taux d'insuline est significativement élevé, généralement jusqu'à 100 mUI/L, le taux de peptide C est nettement élevé et les anticorps anti-insuline sont positifs.[réf. nécessaire]

## Traitement
Le traitement usuel consiste à recommander de petits repas fréquents et à éviter les sucres rapides. Les médicaments contenant un groupe thiol doivent être évités et les corticoïdes peuvent être utilisés dans les cas résistants ,.
L'évolution se fait vers une amélioration spontanée, ou après arrêt du médicament responsable, en quelques mois dans la plupart des cas.
Dans les formes graves, le rituximab peut être essayé. L'acarbose peut également être une option. La plasmaphérèse associée à des corticoïdes a également une certaine efficacité.